# Молдалиев, Алексей Кадырбекович
Алексе́й Кадырбе́кович Молдали́ев (род. 23 сентября 1964, Владимир, СССР) — советский и российский эстрадный певец и композитор, лауреат Всероссийских и Международных конкурсов исполнителей эстрадной песни. Автор и исполнитель песен «Лето моё», «Я тебя благодарю», «Все решил дождь», «Для тебя», «Уговори меня» и многих других. В 2019 году выпустил пятый альбом своих песен на компакт-диске.

## Биография
Родился 23 сентября 1964 года во Владимире в рабочей семье. Мать русская, отец — киргиз.
В 1986 году окончил Владимирский областной колледж культуры и искусства. Впоследствии с отличием окончил Владимирский государственный гуманитарный университет по специальности «Музыкальное образование. Эстрадный вокал».
В 1988 году в первый раз выступил на профессиональном конкурсе молодых исполнителей в Рязани.
В 1991 году стал лауреатом первой премии Всесоюзного телевизионного конкурса молодых исполнителей эстрадной песни «Ялта-91».
В 1995 году с песней «Для тебя» принимал участие в национальном отборочном туре конкурса «Евровидение-95».
С 1996 года является хормейстером и солистом народного коллектива «Эстрадно-вокальный ансамбль» Дома культуры молодёжи (ДКМ). За это время им подготовлены семь концерных программ, в том числе пять авторских: «Берег надежд», «Иди за мной», «Ночь и день», «Услышь сердцем», «Мир грез». Ежегодно, в канун Рождества Христова на сцене ДКМ А. Молдалиев собирает не только известных владимирских артистов, но и представляет публике молодых исполнителей на «Рождественских встречах с Алексеем Молдалиевым». В январе 2019 года Рождественские встречи проводились в 21-й раз и получили новое название — «Песенная круговерть».
В 2005 году выпустил диск «Мир моих грёз».
В 2009 году подготовил программу «Верю. Надеюсь. Люблю», где спел с Губернаторским симфоническим оркестром, исполнив арии из оперетт Имре Кальмана и джазовые композиции. Концерт украсили написанные им с соавтором Сергеем Кушнаревым песни «Вера, Надежда, Любовь» и «Три сестры».
Трижды становился финалистом Всероссийского конкурса композиторов им. А. П. Петрова в Санкт-Петербурге. В 2011 году стал победителем очередного V конкурса — жюри под председательством Геннадия Гладкова присудило ему первую премию за песню «Лето моё» в исполнении питерского певца Антона Авдеева.
В 2012 году музыкант вновь выступил в роли исполнителя, представив на суд публики новый альбом «Откровение».
В 2015 году по приглашению Центра науки и культуры Россотрудничества участвовал в торжествах по поводу открытия электронного читального зала Президентской библиотеки им. Б. Н. Ельцина в Берлине. Фонд «Таланты мира» не раз включал владимирского исполнителя в программы концертов в Москве, Коломне, Калуге.
В 2018 году принял участие во Всероссийском телевизионном конкурсе «Романс XXI век», проводимый телеканалом «Россия—Культура» и вошёл в число финалистов. В телевизионном финале романс Алексея «Уговори меня» исполнила заслуженная артистка РФ Ирина Климова.
В 2018—2019 годах Алексей Молдалиев принимал активное участие в масштабном проекте, посвящённом 100-летию выдающегося поэта-песенника А. И. Фатьянова. Исполнял песни на слова поэта-земляка в городах: Петрозаводске, Тарусе, Пече (Венгрия), Москве, Гусь-Хрустальном, Вязниках. Огромную гордость испытали тысячи владимирцев, присутствующих на большом юбилейном концерте в Государственном Кремлёвском дворце, увидев на главной сцене страны Алексея Молдалиева — ему единственному была доверена высокая честь представлять родной город на этом торжестве.
Успешно совмещает концертную деятельность с общественной работой, являясь членом жюри многих Всероссийских и региональных конкурсов и фестивалей.
Высокий профессионализм Алексея Молдалиева подтверждается многочисленными наградами администрации города Владимира. В 2008 году певец был отмечен благодарностью Министерства культуры и массовых коммуникаций РФ. В 2013 году занесён на Доску почёта города Владимира.
Автор музыки к спектаклям Владимирского академического театра драмы. Состоит в Совете творческого объединения композиторов Владимирской области.

## Дискография
- 2005 — «Мир моих грез»
- 2012 — «Откровение»
- 2012 — «Улыбнись и не печалься». Песни Алексея Молдалиева на стихи Ирины Советовой.
- 2013 — «Два крыла». Песни Алексея Молдалиева на стихи Ольги Савенковой.
- 2019 — «Блуждающие звёзды». Песни Алексея Молдалиева на стихи Юрия Баладжарова[10].

## Награды
- лауреат 1-й премии Всесоюзного конкурса молодых исполнителей эстрадной песни Ялта-91
- лауреат 2-второй премии Международного конкурса «Гардемарины эстрады» (г. Сочи, 1993 г.)
- лауреат 3-й премии международного конкурса «Романсы Славутича» (г. Киев,1995 г.)[11]
- лауреат 1-й премии Международного фестиваля эстрадной песни им. К. Шульженко (г. Харьков, 1995 г.)
- лауреат областной премии в области культуры, искусства и литературы (г. Владимир, 2002 год)
- лауреат региональной премии в области литературы и искусства имени поэта-песенника А. И. Фатьянова (2021 год)[12]

## Статьи
- Алексей Молдалиев: Пусть новый, 2024 год пройдет как по нотам! 31.12.2023
- Алексей Молдалиев удостоен премии имени Фатьянова 28.06.2021
- Алексей Молдалиев о вреде музыкальных конкурсов и пользе клетчатки 24.09.2019
- Олешко, Азиза и Молдалиев приедут на Фатьяновский праздник поэзии и песни 17.07.2019
- Представление нового альбома песен на стихи А.Фатьянова «Я вернулся к друзьям…» 28.11.2018
- Я сам себе продюсер 22.10.2013
- Как рождается музыка? Алексей Молдалиев — герой Доски почёта 04.10.2013
- Алексей Молдалиев приглашает поклонников на сольный концерт 18.04.2012
- «Откровение» Алексея Молдалиева Владимирский певец и композитор представил свой новый альбом 21.03.2012
- Алексей Молдалиев: роман с песней 13.10.2011
- Алексей Молдалиев выиграл конкурс композиторов в Санкт-Петербурге! 26.09.2011
- Молдалиев уходит из попсы 29.06.2011
- Владимир джазовый 18.01.2011
- Владимирские слушатели побывали в «Джазовом Владимире» 14.01.2011
- Строчек свободный полёт 22.12.2010
- 20 лет на Владимирской эстраде 05.09.2008
- Илья Архипов: Билан и Молдалиев — кто круче? 02.09.2008
- Пою для женщин 28.08.2008
- Публикация на страницах «Esquire» 2007 сентябрь 2007 год.
- Алексей Молдалиев представил владимирцам свой новый альбом «Мир моих грез» 20.12.2005
- Мариам Игнатьева. «Профессия – лауреат» // Советская культура : газета. — 1996. — 7 июня (№ 25). — С. 9.